# Théâtre de la Monnaie
El Teatre Reial de la Moneda (en francès: Théâtre de la Monnaie, en neerlandès: Koninklijke Muntschouwburg (de Munt) és el teatre d'òpera de la ciutat de Brussel·les, capital de Bèlgica i seu de la companyia lírica i ballet de la ciutat.
Aquest teatre és una de les cases d'òpera més grans d'Europa. Entre 1982 i 1992 va estar dirigida pel polèmic Gerard Mortier, sent succeït per Bernard Foccroulle i Peter de Caluwe. Va ser la seu del Ballet del Segle XX creat i dirigit per Maurice Béjart que va ser el mestre de ball del teatre entre 1960 i 1981. Quan Béjart va deixar el teatre per un conflicte amb Mortier, el director va contractar al coreògraf Mark Morris que hi va treballar entre 1988 i 1991.

## El teatre
L'edifici actual és el tercer aixecat en el predi, la seva façana data de 1818 amb alteracions realitzades el 1855 i el 1986.
El primer teatre va ser construït el 1700 pels venecians Paolo i Pietro Bezzi, en un terreny on s'encunyaven monedes i d'aquí es va originar el seu nom. La primera representació d'acord amb els arxius va ser Atys de Jean-Baptiste Lully. Durant el segle xviii va ser considerada la segona casa d'òpera en repertori francès després de París, especialment durant el govern del príncep Alexandre de Lorena, patró de les arts.

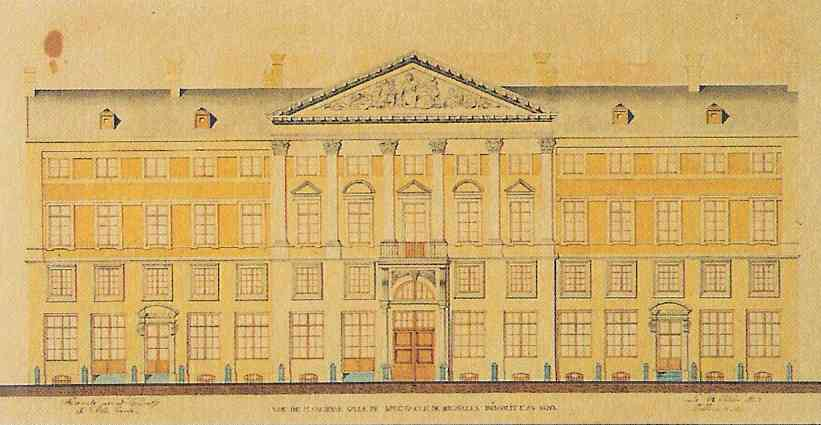
El teatre original.

Cap al 1795 durant l'ocupació de les forces de la Revolució francesa, el teatre es va convertir en una institució governamental, el cos de ball va ser abolit i la seva importància va disminuir considerablement. Quan Napoleó el va visitar, va ordenar reemplaçar el vell edifici per un de monumental que es construeix el 1818.
És un teatre neoclàssic dissenyat pel francès Louis Damesme inaugurat al maig de 1819 amb l'òpera La Caravane du Caire del compositor belga André Grétry. Un nou període de floriment va beneficiar el teatre amb l'actuació d'estrelles com Maria Malibran i un nou cos de ball dirigit per Jean-Antoine Petipà, pare del cèlebre Marius Petipà.
La Monnaie tindrà un rol fonamental en la formació del regne de Bèlgica quan el 1830 es va representar al teatre l'òpera de Daniel-François Auber La muda de Portici prohibida pel rei Guillem III. Al moment de l'ària "Amor sagrat de la pàtria", l'audiència es va aixecar i va sortir al carrer a empènyer als holandesos fora de la ciutat, desencadenant l'inici d'un moviment que portaria a la independència de Bèlgica d'Holanda.

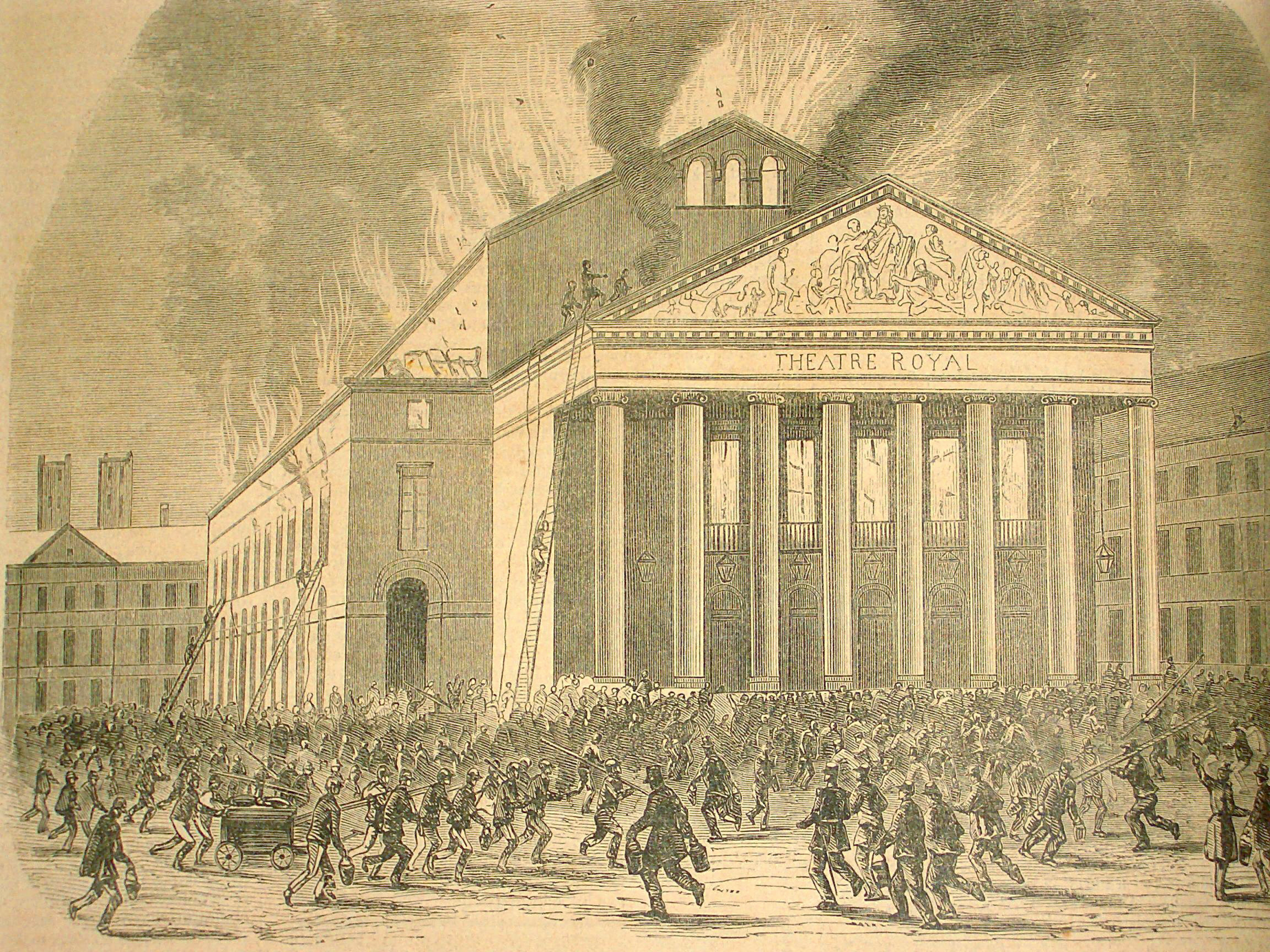
L'incendi del teatre de Damesne en 1855.

El 21 de gener de 1855 un incendi destrueix el teatre deixant intactes només el pòrtic i les parets exteriors. El nou edifici construït per José Poelaert és inaugurat el 1856. El 1985, es modernitzà la sala i van restituir els seus colors originals. Vandenhove va crear un concepte arquitectònic nou per a l'entrada i va sol·licitar a dos artistes americans una contribució, d'aquesta manera, Sol LeWitt va dissenyar el pis en forma de ventall en marbre blanc i negre i Sam Francis, va pintar un tríptic muntat al sostre.
Després de la renovació de 1986, la gran sala principal conserva l'aspecte creat per Joseph Poelaert amb una capacitat per a 1.152 localitats i cinc pisos.
És una de les més belles i tradicionals d'Europa amb elements neobarrocs i neoclàssics- en vermell i or.

## Òperes estrenades en el teatre
- Jules Massenet: Hérodiade (19 de desembre de 1881)
- Ernest Reyer: Sigurd (7 de gener de 1884)
- Henry Litolff: Les Templiers (1886)[1]
- Emmanuel Chabrier: Gwendoline (10 d'abril de 1886)
- Benjamin Godard: Jocelyn (25 de febrer de 1888)
- Ernest Reyer: Salammbô (10 de febrer de 1890)
- Vincent d'Indy: Fervaal (12 de març de 1897)
- Vincent d'Indy: L'Étranger (7 de gener de 1903)
- Ernest Chausson: Le Roi Arthus (30 de gener de 1903)
- Darius Milhaud: Les Malheurs d'Orphée (7 de maig de 1926)
- Arthur Honegger: Antigone (28 de desembre de 1927)
- Serguei Prokófiev: Igrok (29 d'abril de 1929)
- Philippe Boesmans: La Passion de Gilles (18 d'octubre de 1983)
- John Adams: The Death of Klinghoffer (19 de març de 1991)
- Philippe Boesmans: Reigen (4 de març de 1993)
- Philippe Boesmans: Wintermärchen (10 de desembre de 1999)
- Philippe Boesmans: Julie (8 de juliol de 2005)